# 7 أغسطس
- السبت
- الأحد
- الاثنين
- الثلاثاء
- الأربعاء
- الخميس
- الجمعة

- 261 صفر 1447  هـ
- 272 صفر 1447  هـ
- 283 صفر 1447  هـ
- 294 صفر 1447  هـ
- 305 صفر 1447  هـ
- 316 صفر 1447  هـ
- 17 صفر 1447  هـ
- 28 صفر 1447  هـ
- 39 صفر 1447  هـ
- 410 صفر 1447  هـ
- 511 صفر 1447  هـ
- 612 صفر 1447  هـ
- 713 صفر 1447  هـ
- 814 صفر 1447  هـ
- 915 صفر 1447  هـ
- 1016 صفر 1447  هـ
- 1117 صفر 1447  هـ
- 1218 صفر 1447  هـ
- 1319 صفر 1447  هـ
- 1420 صفر 1447  هـ
- 1521 صفر 1447  هـ
- 1622 صفر 1447  هـ
- 1723 صفر 1447  هـ
- 1824 صفر 1447  هـ
- 1925 صفر 1447  هـ
- 2026 صفر 1447  هـ
- 2127 صفر 1447  هـ
- 2228 صفر 1447  هـ
- 2329 صفر 1447  هـ
- 241 ربيع الأول 1447  هـ
- 252 ربيع الأول 1447  هـ
- 263 ربيع الأول 1447  هـ
- 274 ربيع الأول 1447  هـ
- 285 ربيع الأول 1447  هـ
- 296 ربيع الأول 1447  هـ
- 307 ربيع الأول 1447  هـ
- 318 ربيع الأول 1447  هـ
- 19 ربيع الأول 1447  هـ
- 210 ربيع الأول 1447  هـ
- 311 ربيع الأول 1447  هـ
- 412 ربيع الأول 1447  هـ
- 513 ربيع الأول 1447  هـ

7 أغسطس أو 7 آب أو يوم 7 \ 8 (اليوم السابع من الشهر الثامن) هو اليوم التاسع عشر بعد المئتين (219) من السنوات البسيطة، أو اليوم العشرون بعد المئتين (220) من السنوات الكبيسة وفقًا للتقويم الميلادي الغربي (الغريغوري). يبقى بعده 146 يوما لانتهاء السنة.

## أحداث
- 1415 - إحراق المصلح الديني التشيكي يان هوس الذي انتقد فساد الكنيسة فاتهم بالهرطقة، وقد أحرق رجال الدين كتبه ومخطوطاته قبل إحراقه في ذكرى ميلاده الثانية والأربعين.
- 1493 - توقيع اتفاقية بين الملك أبو عبد الله محمد الثاني عشر آخر ملوك المسلمين في الأندلس وبين ملك القشتاليين باع له الأول بمقتضاها كل أملاكه في الأندلس ثم غادرها.
- 1798 - الولايات المتحدة تضم جزر هاواي إلى نفوذها.
- 1819 - وقوع «معركة بوياكا» التي هزم فيها سيمون بوليفار الجيش الإسباني، وهي المعركة التي مهدت لاستقلال كولومبيا ونهاية الهيمنة الإسبانية على أمريكا اللاتينية.
- 1879 - صدور فرمان 7 أغسطس الخاص بالحد من الصلاحيات الممنوحة لخديوي مصر بعد أقل من أسبوعين من عزل الخديوي إسماعيل وتنصيب الخديوي توفيق.
- 1921 - تأسس نادي مولودية الجزائر الجزائري لكرة القدم ويعتبر عميد الأندية الجزائرية.
- 1926 - إسبانيا وإيطاليا تعقدان معاهدة تخص ميناء طنجة المغربي المتنازع عليه؛ لأهميته ووقوعه على مدخل مضيق جبل طارق.
- 1933 - وقوع مذبحة سميل التي قام بها الجيش العراقي ضد الآشوريين في بلدة سميل بشمال العراق.
- 1941 - الزعيم السوفيتي جوزيف ستالين يتولى القيادة العليا لكل الجيوش السوفيتية في الحرب العالمية الثانية.
- 1960 - الإعلان عن استقلال ساحل العاج عن فرنسا.
- 1963 - مجلس الأمن يحذر جميع الدول الأعضاء في الأمم المتحدة من إرسال أسلحة إلى جنوب أفريقيا كوسيلة من وسائل الضغط على الحكومة هناك لإنهاء سياسة التمييز العنصري.
- 1964 - المخابرات وقوات الأمن المغربية تحاصر وتقتل شيخ العرب، وتعتقل العشرات من أنصاره.
- 1998 - تفجير سفارات الولايات المتحدة في دار السلام ونيروبي، وحصدت التفجيرات 224 قتيلاً و4500 جريح.
- 2008 - السلطات السورية تفرج بعفو رئاسي خاص عن المعارض السياسي عارف دليلة بعد قضائه 7 سنوات في السجن.
- 2010 - خوان مانويل سانتوس يتولى رئاسة كولومبيا رسميًا خلفًا لألفارو أوريبي بيليث.
- 2017 - حدوث خسوف جزئي للقمر استمر ما يقارب الساعتين وشوهد في كل من آسيا، وأوروبا، وأفريقيا وأستراليا.
- 2020 -
  - عدد الإصابات المؤكدة بجائحة كورونا يتخطّى حاجز 19 مليون شخص حول العالم، من بينهم أكثر من 715 ألف حالة وفاة وحوالي 11 مليونًا و578 ألف حالة تماثلت للشفاء.
  - مقتل ما لا يقل عن 17 شخصًا في انشطار طائرة تابعة لشركة إير إنديا إكسبرس بعد تجاوزها المدرج خلال الهبوط في مطار كاليكوت.

## مواليد
- 317 - الإمبراطور قنسطانطيوس الثاني، إمبراطور الإمبراطورية الرومانية.
- 1779 - كارل ريتر، عالم جغرافيا ألماني.
- 1904 -
  - رالف بنش، دبلوماسي أمريكي حاصل على جائزة نوبل للسلام عام 1950.
  - محمد مفتاح قريو، عالم مسلم ليبي.
- 1928 - جيمس راندي، لاعب خفه أمريكي.
- 1929 - ليلى حمدي، ممثلة مصرية.
- 1933 - إلينور أوستروم، اقتصادية أمريكية حاصلة على جائزة نوبل في العلوم الاقتصادية عام 2009.
- 1938 - نبيلة السيد، ممثلة مصرية.
- 1942 -
  - توبين بل، ممثل أمريكي.
  - كايتانو فيلوسو، مغني وموسيقي برازيلي.
  - مصطفى فهمي، ممثل مصري.
- 1943 - محمد بديع، مرشد عام جماعة الإخوان المسلمين.
- 1949 - وليد جنبلاط، سياسي لبناني.
- 1952 - كيس كيست، لاعب كرة قدم هولندي.
- 1960 - ديفيد دشوفني، ممثل أمريكي.
- 1963 -
  - هيرواكي هيراتا، ممثل أداء صوتي ياباني.
  - هارولد بيريناو، ممثل أمريكي.
- 1966 - جيمي ويلز، رجل أعمال أمريكي وأحد مؤسسي ويكيبيديا.
- 1967 - سعد الغامدي، إمام وقارئ قرآن سعودي.
- 1973 - كيفن موسكات، لاعب كرة قدم أسترالي.
- 1975 - تشارليز ثيرون، ممثلة جنوب أفريقية.
- 1987 - شيماء سيف، ممثلة مصرية.

## وفيات
- 479 - الإمبراطور يورياكو، إمبراطور اليابان.
- 1415 - يان هوس، مصلح ديني تشيكي.
- 1848 - يونس ياكوب بيرتسيليوس، عالم كيمياء سويدي.
- 1941 - روبندرونات تاكور، أديب هندي حاصل على جائزة نوبل في الأدب عام 1913.
- 1957 - أوليفر هاردي، ممثل أمريكي.
- 1975 - محمد هادي الميلاني، فقيه شيعي إيراني - عراقي.
- 1983 - نعيمة وصفي، ممثلة مصرية.
- 1987 - كميل شمعون، رئيس الجمهورية اللبنانية.
- 1993 - غالب بن سعود بن عبد العزيز آل سعود، أحد أبناء الملك سعود.
- 2009 -
  - طه محيي الدين معروف، سياسي عراقي.
  - علي الجندي، شاعر سوري.
- 2011 - حسن الأسمر، مغني مصري.
- 2015 - سعود الدوسري، مذيع سعودي.
- 2019 - علوية زكي، مخرجة مصرية.
- 2021 - دلال عبد العزيز، ممثلة مصرية.

## أعياد ومناسبات
- اليوم الوطني في كوت ديفوار.
- عيد ميلاد بوغوتا في كولومبيا.
- يوم الشهيد الآشوري إحياءً لذكرى مذبحة سميل.

## وصلات خارجية
- وكالة الأنباء القطريَّة: حدث في مثل هذا اليوم.
- النيويورك تايمز: حدث في مثل هذا اليوم.
- BBC: حدث في مثل هذا اليوم.